# Christmas Collection
Christmas Collection è un'antologia del gruppo musicale italiano Pooh, pubblicata in download digitale il 20 dicembre 2011.
Si tratta di alcuni tra i più grandi successi, brani dall'atmosfera natalizia e vere e proprie rarità dei 45 anni di carriera della band.

## Tracklist
1. Happy Christmas (War Is Over)
2. Che vuoi che sia
3. La mia donna
4. La luna ha vent'anni
5. Santa Lucia
6. Dammi solo un minuto
7. La mia notte dei miracoli
8. Ci penserò domani
9. Tu dov'eri
10. Se sai, se puoi, se vuoi
11. Cosa dici di me
12. Stare senza di te
13. Canterò per te
14. Se balla da sola
15. Se c'è un posto nel tuo cuore
16. Cosa si può dire di te?
17. In diretta nel vento
18. Cercando di te
19. Uomini soli
20. Il tempo, una donna, la città (feat. World Rock Symphony Orchestra)
21. Forse Natale
22. La leggenda di Mautoa
23. L'altra donna
24. Il suo tempo e noi
25. Vita
26. L'altra parte del cielo
27. Quando lui ti chiederà di me
28. Il cielo è blu sopra le nuvole
29. Io ti aspetterò
30. La donna del mio amico
31. Il cielo non finisce mai
32. Nascerò con te
33. 50 primavere
34. Scusami
35. Un anno in più che non hai
36. Il cuore tra le mani
37. Vento nell'anima
38. Goodbye
39. Giuro
40. E non serve che sia Natale